# Presidenti dell'Argentina
I presidenti dell'Argentina dal 1826 ad oggi sono i seguenti.

## Lista
| Presidente | Presidente                                     | Presidente                                     | Partito                                        | Periodo presidenziale                          | Elezione                                       | Mandato                                        | Mandato                                        | Note                                           |
| Presidente | Presidente                                     | Presidente                                     | Partito                                        | Periodo presidenziale                          | Elezione                                       | Inizio                                         | Fine                                           | Note                                           |
| Province Unite del Rio de la Plata (1810-1831)                                                                       | Province Unite del Rio de la Plata (1810-1831) | Province Unite del Rio de la Plata (1810-1831) | Province Unite del Rio de la Plata (1810-1831) | Province Unite del Rio de la Plata (1810-1831) | Province Unite del Rio de la Plata (1810-1831) | Province Unite del Rio de la Plata (1810-1831) | Province Unite del Rio de la Plata (1810-1831) | Province Unite del Rio de la Plata (1810-1831) |
| --- | ---------------------------------------------- | ---------------------------------------------- | ---------------------------------------------- | ---------------------------------------------- | ---------------------------------------------- | ---------------------------------------------- | ---------------------------------------------- | ---------------------------------------------- |
| 1º |                                                | Bernardino Rivadavia (1780-1845)               | Unitario                                       | 1826 - 1831                                    | 1826                                           | 8 febbraio 1826                                | 7 luglio 1827                                  | [ 2 ]                                          |
| 2º |                                                | Vicente López y Planes (1785-1856)             | Indipendente                                   | 1826 - 1831                                    | 1826                                           | 7 luglio 1827                                  | 18 agosto 1827                                 | Interim.                                       |
| Governatori della Provincia di Buenos Aires gestiscono le relazioni internazionali (1827-1831) (presidenti de facto) |                                                |                                                |                                                |                                                |                                                |                                                |                                                |                                                |
| – |                                                | Manuel Dorrego (1787-1828)                     | Federale                                       |                                                |                                                | 18 agosto 1827                                 | 1º dicembre 1828                               | [ 4 ]                                          |
| – |                                                | Juan Lavalle (1797-1841)                       | Unitario                                       |                                                |                                                | 1º dicembre 1828                               | 26 giugno 1829                                 | [ 5 ]                                          |
| – |                                                | Juan José Viamonte (1774-1843)                 | Federale                                       |                                                |                                                | 26 giugno 1829                                 | 5 dicembre 1829                                | Interim.                                       |
| – |                                                | Juan Manuel de Rosas (1793-1877)               | Federale                                       |                                                |                                                | 6 dicembre 1829                                | 4 gennaio 1831                                 |                                                |
| Confederazione Argentina (1831-1861)                                                                                 |                                                |                                                |                                                |                                                |                                                |                                                |                                                |                                                |
| – |                                                | Juan Manuel de Rosas (1793-1877)               | Federale                                       |                                                |                                                | 4 gennaio 1831                                 | 17 dicembre 1832                               |                                                |
| – |                                                | Juan Ramón Balcarce (1773-1836)                | Federale                                       |                                                |                                                | 17 dicembre 1832                               | 4 novembre 1833                                |                                                |
| – |                                                | Juan José Viamonte (1774-1843)                 | Federale                                       |                                                |                                                | 4 novembre 1833                                | 27 giugno 1834                                 | Interim.                                       |
| – |                                                | Manuel Vicente Maza (1779-1839)                | Federale                                       |                                                |                                                | 27 giugno 1834                                 | 7 marzo 1835                                   | Interim.                                       |
| – |                                                | Juan Manuel de Rosas (1793-1877)               | Federale                                       |                                                |                                                | 7 marzo 1835                                   | 3 febbraio 1852                                | [ 6 ]                                          |
| – |                                                | Vicente López y Planes (1785-1856)             | Indipendente                                   |                                                |                                                | 3 febbraio 1852                                | 6 aprile 1852                                  |                                                |
| Governatore della Provincia di Entre Ríos (presidente de facto)                                                      |                                                |                                                |                                                |                                                |                                                |                                                |                                                |                                                |
| – |                                                | Justo José de Urquiza (1801-1870)              | Federale                                       |                                                |                                                | 6 aprile 1852                                  | 5 marzo 1854                                   |                                                |
| Presidenti |                                                |                                                |                                                |                                                |                                                |                                                |                                                |                                                |
| 3º |                                                | Justo José de Urquiza (1801-1870)              | Federale                                       | 1854 - 1860                                    | 1854                                           | 5 marzo 1854                                   | 5 marzo 1860                                   |                                                |
| 4º |                                                | Santiago Derqui (1809-1867)                    | Federale                                       | 1860 - 1866                                    | 1860                                           | 5 marzo 1860                                   | 5 novembre 1861                                |                                                |
| – |                                                | Juan Esteban Pedernera (1796-1886)             | Federale                                       | 1860 - 1866                                    | 1860                                           | 5 novembre 1861                                | 12 dicembre 1861                               |                                                |
| Repubblica Argentina (1861-presente)                                                                                 |                                                |                                                |                                                |                                                |                                                |                                                |                                                |                                                |
| – |                                                | Bartolomé Mitre (1821-1906)                    | Nazionalista                                   |                                                |                                                | 12 dicembre 1861                               | 12 ottobre 1862                                | [ 7 ]                                          |
| 5º | 1862 - 1868                                    | Bartolomé Mitre (1821-1906)                    | Nazionalista                                   | 1862                                           | 12 ottobre 1862                                | 12 ottobre 1868                                |                                                |                                                |
| 6º |                                                | Domingo Faustino Sarmiento (1811-1888)         | Indipendente                                   | 1868 - 1874                                    | 1868                                           | 12 ottobre 1868                                | 12 ottobre 1874                                |                                                |
| 7º |                                                | Nicolás Avellaneda (1837-1885)                 | Autonomista Nazionale                          | 1874 - 1880                                    | 1874                                           | 12 ottobre 1874                                | 12 ottobre 1880                                |                                                |
| 8º |                                                | Julio Argentino Roca (1843-1914)               | Autonomista Nazionale                          | 1880 - 1886                                    | 1880                                           | 12 ottobre 1880                                | 12 ottobre 1886                                |                                                |
| 9º |                                                | Miguel Juárez Celmán (1844-1909)               | Autonomista Nazionale                          | 1886 - 1892                                    | 1886                                           | 12 ottobre 1886                                | 6 agosto 1890                                  |                                                |
| 10º |                                                | Carlos Pellegrini (1846-1906)                  | Autonomista Nazionale                          | 1886 - 1892                                    | 1886                                           | 6 agosto 1890                                  | 12 ottobre 1892                                |                                                |
| 11º |                                                | Luis Sáenz Peña (1822-1907)                    | Autonomista Nazionale                          | 1892 - 1898                                    | 1892                                           | 12 ottobre 1892                                | 23 gennaio 1895                                |                                                |
| 12º |                                                | José Evaristo Uriburu (1831-1914)              | Autonomista Nazionale                          | 1892 - 1898                                    | 1892                                           | 23 gennaio 1895                                | 12 ottobre 1898                                |                                                |
| 13º |                                                | Julio Argentino Roca (1843-1914)               | Autonomista Nazionale                          | 1898 - 1904                                    | 1898                                           | 12 ottobre 1898                                | 12 ottobre 1904                                |                                                |
| 14º |                                                | Manuel A. Quintana (1835-1906)                 | Autonomista Nazionale                          | 1904 - 1910                                    | 1904                                           | 12 ottobre 1904                                | 12 marzo 1906 (†)                              |                                                |
| 15º |                                                | José Figueroa Alcorta (1860-1931)              | Autonomista Nazionale                          | 1904 - 1910                                    | 1904                                           | 12 marzo 1906                                  | 12 ottobre 1910                                |                                                |
| 16º |                                                | Roque Sáenz Peña (1851-1914)                   | Autonomista Nazionale                          | 1910 - 1916                                    | 1910                                           | 12 ottobre 1910                                | 9 agosto 1914                                  |                                                |
| 17º |                                                | Victorino de la Plaza (1840-1919)              | Autonomista Nazionale                          | 1910 - 1916                                    | 1910                                           | 9 agosto 1914                                  | 12 ottobre 1916                                |                                                |
| 18º |                                                | Hipólito Yrigoyen (1852-1933)                  | Unione Civica Radicale                         | 1916 - 1922                                    | 1916                                           | 12 ottobre 1916                                | 12 ottobre 1922                                |                                                |
| 19º |                                                | Marcelo Torcuato de Alvear (1868-1942)         | Unione Civica Radicale                         | 1922 - 1928                                    | 1922                                           | 12 ottobre 1922                                | 12 ottobre 1928                                |                                                |
| 20º |                                                | Hipólito Yrigoyen (1852-1933)                  | Unione Civica Radicale                         | 1928 - 1934                                    | 1928                                           | 12 ottobre 1928                                | 6 settembre 1930                               |                                                |
| Decennio infame |                                                |                                                |                                                |                                                |                                                |                                                |                                                |                                                |
| 21º |                                                | José Félix Uriburu (1868-1932)                 | Militare                                       |                                                | A seguito di colpo di Stato                    | 6 settembre 1930                               | 20 febbraio 1932                               |                                                |
| 22º |                                                | Augustín Pedro Justo (1876-1943)               | Concordancia                                   | 1932 - 1938                                    | 1931                                           | 20 febbraio 1932                               | 20 febbraio 1938                               |                                                |
| 23º |                                                | Roberto Marcelino Ortiz (1886-1942)            | Concordancia                                   | 1938 - 1944                                    | 1937                                           | 20 febbraio 1938                               | 27 giugno 1942                                 |                                                |
| 24º |                                                | Ramón S. Castillo (1873-1944)                  | Concordancia                                   | 1938 - 1944                                    | 1937                                           | 27 giugno 1942                                 | 4 giugno 1943                                  | Interim.                                       |
| Rivoluzione del 43                                                                                                   |                                                |                                                |                                                |                                                |                                                |                                                |                                                |                                                |
| 25º |                                                | Arturo Rawson (1885-1952)                      | Militare                                       |                                                | A seguito di colpo di Stato                    | 4 giugno 1943                                  | 7 giugno 1943                                  |                                                |
| 26º |                                                | Pedro Pablo Ramírez (1884-1962)                | Militare                                       |                                                | A seguito di colpo di Stato                    | 7 giugno 1943                                  | 24 febbraio 1944                               |                                                |
| 27º |                                                | Edelmiro Julián Farrell (1887-1980)            | Militare                                       |                                                | A seguito di colpo di Stato                    | 24 febbraio 1944                               | 4 giugno 1946                                  |                                                |
| Presidenti |                                                |                                                |                                                |                                                |                                                |                                                |                                                |                                                |
| 28º |                                                | Juan Domingo Perón (1895-1974)                 | Laburista                                      | 1946 - 1952                                    | 1946                                           | 4 giugno 1946                                  | 4 giugno 1952                                  |                                                |
| 28º | Giustizialista                                 | Juan Domingo Perón (1895-1974)                 | 1952 - 1958                                    | 1951                                           | 4 giugno 1952                                  | 21 settembre 1955                              |                                                |                                                |
| Rivoluzione Liberatrice                                                                                              |                                                |                                                |                                                |                                                |                                                |                                                |                                                |                                                |
| 29º |                                                | Eduardo Lonardi (1896-1956)                    | Militare                                       |                                                | A seguito di colpo di Stato                    | 23 settembre 1955                              | 13 novembre 1955                               |                                                |
| 30º |                                                | Pedro Eugenio Aramburu (1903-1970)             | Militare                                       |                                                | A seguito di colpo di Stato                    | 13 novembre 1955                               | 1º maggio 1958                                 |                                                |
| Presidenti |                                                |                                                |                                                |                                                |                                                |                                                |                                                |                                                |
| 31º |                                                | Arturo Frondizi (1908-1995)                    | Unione Civica Radicale                         | 1958 - 1964                                    | 1958                                           | 1º maggio 1958                                 | 29 marzo 1962                                  |                                                |
| 32º |                                                | José María Guido (1910-1975)                   | Unione Civica Radicale                         | 1958 - 1964                                    | 1958                                           | 29 marzo 1962                                  | 12 ottobre 1963                                | A seguito di colpo di Stato, Ad interim        |
| 33º |                                                | Arturo Umberto Illia (1900-1983)               | Unione Civica Radicale                         | 1963 - 1969                                    | 1963                                           | 12 ottobre 1963                                | 28 giugno 1966                                 |                                                |
| Rivoluzione Argentina                                                                                                |                                                |                                                |                                                |                                                |                                                |                                                |                                                |                                                |
| 34º |                                                | Juan Carlos Onganía (1914-1995)                | Militare                                       |                                                | A seguito di colpo di Stato                    | 29 giugno 1966                                 | 8 giugno 1970                                  |                                                |
| 35º |                                                | Roberto Marcelo Levingston (1920-2015)         | Militare                                       |                                                | A seguito di colpo di Stato                    | 18 giugno 1970                                 | 22 marzo 1971                                  |                                                |
| 36º |                                                | Alejandro Agustín Lanusse (1918-1996)          | Militare                                       |                                                | A seguito di colpo di Stato                    | 22 marzo 1971                                  | 25 maggio 1973                                 |                                                |
| Presidenti |                                                |                                                |                                                |                                                |                                                |                                                |                                                |                                                |
| 37º |                                                | Héctor José Cámpora (1909-1980)                | Giustizialista                                 | 1973 - 1977                                    | 1973 (Mar.)                                    | 25 maggio 1973                                 | 13 luglio 1973                                 |                                                |
| 38º |                                                | Raúl Alberto Lastiri (1915-1978)               | Giustizialista                                 | 1973 - 1977                                    | 1973 (Mar.)                                    | 14 luglio 1973                                 | 12 ottobre 1973                                | Interim.                                       |
| 39º |                                                | Juan Domingo Perón (1895-1974)                 | Giustizialista                                 | 1973 - 1977                                    | 1973 (Set.)                                    | 12 ottobre 1973                                | 1º luglio 1974 (†)                             |                                                |
| 40ª |                                                | Isabel Martínez de Perón (1931)                | Giustizialista                                 | 1973 - 1977                                    | 1973 (Set.)                                    | 1º luglio 1974                                 | 24 marzo 1976                                  |                                                |
| Processo di Riorganizzazione Nazionale                                                                               |                                                |                                                |                                                |                                                |                                                |                                                |                                                |                                                |
| 41º |                                                | Jorge Rafael Videla (1925-2013)                | Militare                                       |                                                | A seguito di colpo di Stato                    | 29 marzo 1976                                  | 29 marzo 1981                                  |                                                |
| 42º |                                                | Roberto Eduardo Viola (1924-1994)              | Militare                                       |                                                | A seguito di colpo di Stato                    | 29 marzo 1981                                  | 11 dicembre 1981                               |                                                |
| 43º |                                                | Leopoldo Galtieri (1926-2003)                  | Militare                                       |                                                | A seguito di colpo di Stato                    | 22 dicembre 1981                               | 18 giugno 1982                                 |                                                |
| 44º |                                                | Reynaldo Bignone (1928-2018)                   | Militare                                       |                                                | A seguito di colpo di Stato                    | 1º luglio 1982                                 | 10 dicembre 1983                               |                                                |
| Presidenti |                                                |                                                |                                                |                                                |                                                |                                                |                                                |                                                |
| 45º |                                                | Raúl Ricardo Alfonsín (1927-2009)              | Unione Civica Radicale                         | 1983 - 1989                                    | 1983                                           | 10 dicembre 1983                               | 8 luglio 1989                                  |                                                |
| 46º |                                                | Carlos Menem (1930-2021)                       | Giustizialista                                 | 1989 - 1995                                    | 1989                                           | 8 luglio 1989                                  | 8 luglio 1995                                  |                                                |
| 46º | 1995 - 1999                                    | Carlos Menem (1930-2021)                       | Giustizialista                                 | 1995                                           | 8 luglio 1995                                  | 10 dicembre 1999                               |                                                |                                                |
| 47º |                                                | Fernando de la Rúa (1937-2019)                 | Unione Civica Radicale                         | 1999 - 2003                                    | 1999                                           | 10 dicembre 1999                               | 21 dicembre 2001                               |                                                |
| 48º |                                                | Adolfo Rodríguez Saá (1947)                    | Giustizialista                                 | 1999 - 2003                                    | 1999                                           | 23 dicembre 2001                               | 31 dicembre 2001                               | Interim.                                       |
| 49º |                                                | Eduardo Duhalde (1946)                         | Giustizialista                                 | 1999 - 2003                                    | 1999                                           | 2 gennaio 2002                                 | 25 maggio 2003                                 | Interim.                                       |
| 50º |                                                | Néstor Kirchner (1950-2010)                    | Giustizialista                                 | 1999 - 2003                                    | 1999                                           | 25 maggio 2003                                 | 10 dicembre 2003                               | Interim.                                       |
| 50º | 2003 - 2007                                    | Néstor Kirchner (1950-2010)                    | Giustizialista                                 | 2003                                           | 10 dicembre 2003                               | 10 dicembre 2007                               |                                                |                                                |
| 51ª |                                                | Cristina Fernández de Kirchner (1953)          | Giustizialista                                 | 2007 - 2011                                    | 2007                                           | 10 dicembre 2007                               | 10 dicembre 2011                               |                                                |
| 51ª | 2011 - 2015                                    | Cristina Fernández de Kirchner (1953)          | Giustizialista                                 | 2011                                           | 10 dicembre 2011                               | 10 dicembre 2015                               |                                                |                                                |
| 52º |                                                | Mauricio Macri (1959)                          | Proposta Repubblicana                          | 2015 - 2019                                    | 2015                                           | 10 dicembre 2015                               | 10 dicembre 2019                               |                                                |
| 53º |                                                | Alberto Fernández (1959)                       | Giustizialista                                 | 2019 - 2023                                    | 2019                                           | 10 dicembre 2019                               | 10 dicembre 2023                               |                                                |
| 54º |                                                | Javier Milei (1970)                            | Libertario                                     | 2023 - 2027                                    | 2023                                           | 10 dicembre 2023                               | in carica                                      |                                                |